# Controverse scientifique
Une controverse scientifique peut être définie comme un débat, amiable ou non, opposant des personnalités ou des groupes au sein de la communauté scientifique ou ses observateurs (épistémologues, philosophes des sciences, sociologues des sciences, journalistes…) sur un point de théorie scientifique ou sur les faits historiques ou philosophiques devant être associés à cette théorie. Toute controverse scientifique est par nature conflictuelle. Mais elle représente un type particulier de conflit en ce que l'opposition y est théoriquement bornée par les principes de la méthode scientifique, qui circonscrivent un consensus relatif sur le système de probation et d'argumentation.
L'histoire des sciences « ne saurait se passer de controverses [car elles] accompagnent les progrès du savoir [et] sont de nature à faire avancer la recherche » ; elle est donc jalonnée de controverses, dont certaines sont restées célèbres, comme le fameux débat qui opposa Bohr à Einstein sur la véritable nature de la mécanique quantique, sa complétude, son lien au réel et son interprétation..
Si les controverses scientifiques font évoluer la science, qui est par nature réfutable, elles contiennent aussi « un débordement, une "contamination" du ou vers le social ».
Certaines controverses scientifiques sont liées à la « paternité » d'une découverte ou d'une invention, comme c'est le cas — exemple célèbre — de l'invention du calcul différentiel, controverse où l'on cherche à établir qui, d'Isaac Newton ou de Gottfried Wilhelm Leibniz, fut le premier à le décrire et à l'utiliser. Controverse à laquelle prirent part amplement les deux protagonistes, et qui s'éteindra dans la suite de l'histoire des mathématiques, laquelle conclut aujourd'hui que les deux mathématiciens l'ont développé plus ou moins indépendamment, dans des contextes et pour un usage fort différents, et que de toute manière on en retrouve les prémices dès Archimède (IIIe siècle av. J.-C.) ! Plus près de nous, en 1984, on peut citer la controverse sur la paternité de la découverte du virus VIH responsable du sida, qui opposa le français Luc Montagnier à l'américain Robert Gallo, controverse d'autant plus "virulente" qu'elle était majorée par l'importance des enjeux financiers.

## Approches sociologiques de la controverse en sciences
Selon certains sociologues, elle peut résulter, au pire, en la création de faux espaces délibératifs occultant les points de vue véritablement dissidents et, au mieux, à des forums dits « hybrides », où scientifiques et non-scientifiques interviennent.
On a proposé de ce phénomène la définition suivante : « Une controverse scientifique se caractérise par la division persistante et publique de plusieurs membres d'une communauté scientifique, coalisés ou non, qui soutiennent des arguments contradictoires dans l'interprétation d'un phénomène donné ».
Selon cette définition, un débat sur les sciences ou les techniques dans l'espace public ne constituerait pas une controverse scientifique s'il ne pose pas de problème particulier du point de vue scientifique. Le débat doit naître dans l'univers scientifique, le « forum constitutif », pour constituer une controverse scientifique au sens strict.
La sociologie des sciences insiste sur le fait que les controverses scientifiques ne portent pas seulement sur l'interprétation d'un phénomène donné, mais aussi et surtout sur le changement intellectuel que cela implique, non seulement sur le développement de la science, mais aussi du milieu social qui l'entoure. La controverse scientifique joue alors un rôle central entre ceux qui font la science et ceux qui dépendent de ses résultats.
Il existe des controverses en sciences, en politique, et en éthique. Les premières sont généralement perçues comme étant résolues par des appels aux faits, et par un raisonnement rigoureux les concernant. Les controverses politiques le sont par la négociation, et les problèmes éthiques relèvent des deux à la fois.
La plupart des controverses scientifiques recouvrent largement des aspects éthiques et socio-politiques, aussi il arrive souvent que les trois genres de controverses soient étroitement reliées. Dans ce cas, on n'a pas affaire à une seule controverse purement scientifique, mais à une controverse hybride où se surajoutent à la controverse scientifique plusieurs niveaux ou domaines de discussion.

## Types de controverses scientifiques

### Controverse scientifique pure
C'est celle qui oppose des scientifiques pour déterminer l'admissibilité d'une théorie nouvelle ou quelle théorie doit être retenue parmi des théories concurrentes apparues à des moments proches.
Une controverse de ce type peut être tranchée par une expérience dont les deux parties sont d'accord avec la démonstration théorique prouvant qu'elle a bien différents résultats suivant quelle est la théorie exacte.

### Controverses sur l'interprétation d'une théorie

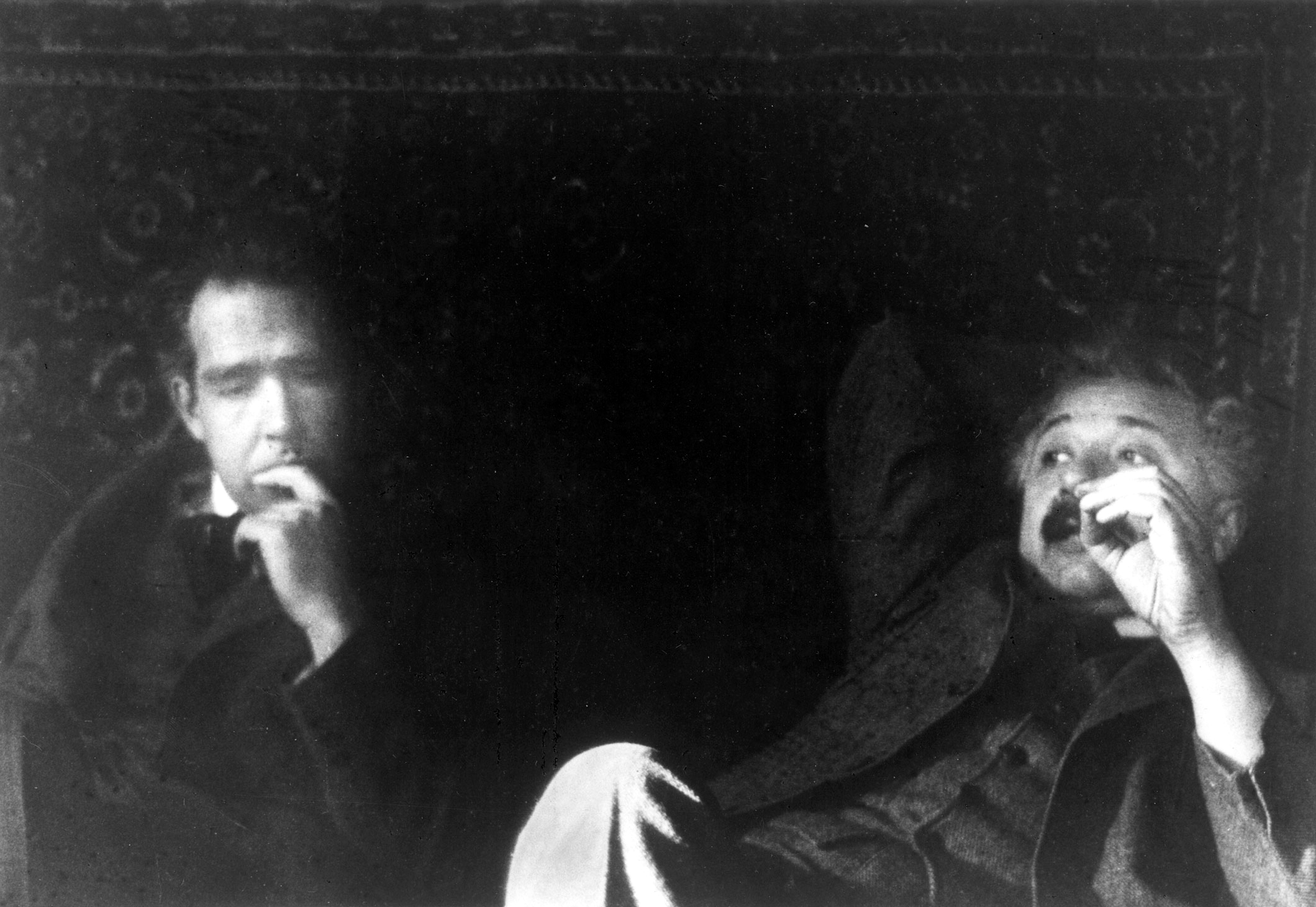
Bohr et Einstein chez Paul Ehrenfest (11 décembre 1925).

Dans certains cas, c'est l'interprétation d'une théorie, en particulier d'un point de vue philosophique, qui crée le débat. Dans ce cas, il peut se révéler impossible de trancher définitivement.
L'opposition entre Albert Einstein et Niels Bohr sur la mécanique quantique est un exemple célèbre; il s'agissait en fait d'une controverse mixte, car le paradoxe EPR permit de départager les protagonistes en partie, mais le réalisme d'Einstein n'est pas entièrement réfuté.
Le sens prêté à une théorie scientifique d'un point de vue de la philosophie est également déterminant. André Metz dit avoir beaucoup peiné à convaincre les philosophes que la théorie de la relativité n'était pas absurde d'un point de vue philosophique. Certains chercheurs étaient en partie guidés dans leurs travaux par des considérations philosophiques : Paul Dirac par exemple recherchait en priorité l'élégance mathématique. Mais malgré toute sa beauté mathématique (aux yeux de Dirac) son équation ne pouvait s'imposer sur ce seul critère, mais parce qu'elle expliquait mieux les expériences que les précédentes équations.

### Controverses sur les faits expérimentaux
Selon Kuhn, l'activité scientifique normale (ou science normale) est fondée sur la présomption que la communauté scientifique sait comment est constitué le monde. C'est pourquoi la communauté scientifique sera portée à occulter toute nouveauté, toute anomalie, propre à ébranler ses convictions de base.
Ce n'est que quand les spécialistes ne peuvent ignorer plus longtemps de telles anomalies que commencent les investigations extraordinaires (la science extraordinaire) qui les conduisent à un nouvel ensemble de convictions : un nouveau paradigme. Les observations faites par Kuhn du comportement de la communauté scientifique montrent que, face à une anomalie, les savants préféreront élaborer de nouvelles versions et des remaniements ad hoc de leurs théories, si du moins ils acceptent l'existence même de l'anomalie comme telle.

### Controverses sur l'histoire des sciences
Les controverses sur l'histoire des sciences sont le plus souvent des disputes en paternité. L'histoire du calcul infinitésimal fournit un exemple de revendications opposées de deux savants. À l'inverse, la controverse sur la paternité de la relativité n'est pas l'œuvre des intéressés.
La pratique scientifique moderne, malgré sa transparence à tous les niveaux (les avancées sont systématiquement publiées, ou placées comme « prépublication »), n'a pas mis fin à ces controverses. L'énergie noire donne un exemple pour la fin du XXe siècle.
Le comité Nobel norvégien joue un rôle très important dans les disputes en paternité. La remise d'un prix Nobel pour une découverte valide qu'il en est l'auteur selon le comité. Le comité peut d'ailleurs codécerner le prix aux différents acteurs, trois au maximum (ce qui pose régulièrement problème dans le cas d'un travail collaboratif). La remise du prix n'éteint pas systématiquement les controverses, les participants aux controverses n'hésitant pas à critiquer le comité lui-même. La controverse sur la paternité de la relativité est un exemple dans lequel le rôle du comité est assez difficile à interpréter, puisque le comité n'a tout simplement décerné aucun prix sur le sujet.

### Autres polémiques
Pour un historien des sciences, les questions relatives à la vie des chercheurs peuvent également faire l'objet de débats. Récemment s'est ouvert celui sur le destin de Lieserl Einstein.

## Résolutions des controverses scientifiques
Selon Tom Beauchamp (en), les controverses scientifiques peuvent se distinguer par leur mode de résolution, qu'il appelle clôture ou closure en anglais :
1. argumentation validée : une position reconnue correcte et son opposition est rendue incorrecte ;
2. consensus : une position majoritaire d'experts est dite meilleure et son opposition parait incorrecte ;
3. procédure : par consensus formalisé pour mettre un terme à la controverse ;
4. mort naturelle : la controverse disparait d'elle-même (absence de pertinence, perte d'intérêt...) ;
5. négociation : l'ensemble des acteurs de la controverse s'accordent pour trouver une solution acceptable par et pour tous.

Ernan McMullin (en) propose une classification en trois types :
1. résolution : quand un accord est atteint selon les critères scientifiques standards ;
2. clôture : quand la controverse se termine par argument d'autorité, voire par empêchement ou contrainte ;
3. abandon : quand la controverse n'a plus d'acteurs qui s'y intéressent.

## Le point de vue de la sociologie des sciences
Pour les sociologues des sciences, l’étude d’une controverse scientifique permet d’ouvrir la « boîte noire » que tend à devenir tout contenu scientifique une fois construit et accepté.

### La controverse, productrice de connaissances
Les grands débats qui, de Galilée à nos jours, en passant par Darwin et Freud, ont jalonné l’histoire des sciences, ont suscité l’idée que la controverse permettrait, par l’échange raisonné entre des acteurs désintéressés, de faire émerger d’une situation problématique une réponse objective, parce que la meilleure possible.
Jürgen Habermas (1999) défend la position qu’une vérité est toujours de nature intersubjective. Une vérité est une prétention à la validité qui doit, non seulement affronter le monde objectif des choses, pour vérifier qu’elle y résiste, mais s’imposer au sein d’une communauté humaine. C’est pourquoi l’information qui résulte de la discussion et du débat est la plus décisive. La théorie de l'acteur-réseau, en accordant une importance centrale aux controverses comme processus de construction collective des savoirs, notamment à travers la figure des « forums hybrides », se situe dans le prolongement de cette tradition. L’intérêt de l’approche de Bruno Latour, Michel Callon, Madeleine Akrich, Pierre Lascoumes, pour ne citer que les plus connus des auteurs de ce courant, est d’avoir souligné que la controverse n’était pas à concevoir négativement, comme une irruption malvenue du politique dans la science, mais comme un processus positif de production collective, non seulement des décisions politico-économiques, mais également des connaissances, pouvant amener à des avancées scientifiques fondamentales, et en tout cas à l’émergence de paradigmes rendant possibles ces avancées.
Cette vision positive du rôle de la controverse implique une transformation dans la conception du mode de production et de validation des connaissances scientifiques. On passe d’un mode de production vertical, disciplinaire, planifié et piloté par l’État comme acteur central, à un mode transversal, transdisciplinaire, tiré par le marché et dans une moindre mesure par la société civile. Dans le premier, la production et la diffusion du savoir suit le modèle de l’instruction publique, dans lequel un groupe d’acteurs détient les formes légitimes de production et de validation des savoirs, qu’il diffuse à un autre groupe, qui ne peut qu’être éclairé par les premiers sans apport en retour. Dans le second, la mise en débat public démontre que chacun de ces acteurs détient des savoirs spécifiques (une capacité de diagnostic, une interprétation des faits, un éventail de solutions) qui s’enrichissent mutuellement. Helga Nowotny donne l’exemple de la physique nucléaire, qui fut jusque dans les années 1970 la discipline exemplaire du premier modèle, imposant une centralisation et une programmation de la recherche sans discussion possible au sein de la société, tandis qu’aujourd’hui la mutation est symbolisée par des domaines comme la modélisation climatique globale, fortement transdisciplinaires, dépassant l’approche analytico-expérimentale et les espaces purifiés du laboratoire, et se développant en situation d’incertitude et de controverse, en conjonction étroite avec des mobilisations et demandes d’acteurs extra-scientifiques autrefois largement absents des débats.
L’une des thèses importantes de ce courant sociologique repose donc sur un recouvrement entre processus démocratique et processus d’élaboration des connaissances. Les controverses seraient un moyen démocratique de produire un savoir partagé. La nature de ce savoir pose cependant question. Parle-t-on toujours du savoir scientifique, ou simplement d’un modus vivendi entre des acteurs ayant chacun leur savoir spécifique sur l’objet, modus nécessaire à une prise de décision qui, elle, n’est pas scientifique, mais politique ? Et la « robustesse » du savoir ainsi produit, pour reprendre la terminologie de ces auteurs, suffit-elle à rétablir des certitudes communes ?

### Le rôle de la nature
Bruno Latour affirme que le règlement d'une controverse doit être expliqué sans faire intervenir la nature (ici au sens des lois naturelles de l'univers, qui sont invariables par toute action humaine). Par exemple il intègre des questions circonstancielles, politiques ou sociales (appuis politiques, stratégie de communication et de démonstration, traduction entre résultats théoriques et intérêts des acteurs) dans son explication du triomphe de Louis Pasteur. Pour Latour, c'est précisément ce que les scientifiques entendent par Nature qui est en jeu dans une controverse.
Alan Sokal et Jean Bricmont condamnent cette approche dans leur livre Impostures intellectuelles. Pour eux, il est évident que les expériences peuvent trancher les controverses scientifiques. Le cas pris pour exemple est le problème des neutrinos solaires, où Latour tourne en dérision l'idée selon laquelle la réponse pourrait venir du Soleil lui-même, alors que justement Sokal et Bricmont pensent que le problème sera résolu en vérifiant les modèles et en faisant de nouvelles expériences jusqu'à ce qu'ils concordent.
Sokal et Bricmont admettent que tant que la controverse ne sera pas réglée, les physiciens étrangers à l'affaire se feront un avis simplement en pesant les arguments des chercheurs des deux camps, ou même en se fiant au prestige de ceux-ci s'ils sont trop étrangers au domaine pour se faire une idée, mais pour eux nier le rôle des preuves empiriques d'une théorie pour expliquer son acceptation serait nier que la science décrive la réalité. Même si ce problème scientifique particulier a été résolu, les explications du consensus par Latour et Sokal resteraient probablement les mêmes.
Dominique Raynaud réintroduit le rôle de la Nature dans l'étude des controverses au point d'en faire le facteur capital de leur résolution. Sociologie des controverses scientifiques, dont une nouvelle édition augmentée est parue en 2018, se base sur une cinquantaine de controverses scientifiques, dont sept sont étudiées en détail. L'une d'entre elles est le débat sur la génération spontanée entre Pasteur et Pouchet. Au lieu d'expliquer la victoire de Pasteur en mettant l'accent sur l'éloignement de Pouchet de la capitale, ou sur l'influence d'un "lobby pastorien", l'analyse des correspondances scientifiques de l'époque montre que Pouchet avait des relations suivies avec les membres de l'Académie des Sciences, et que son échec s'explique surtout par le peu d'intérêt de Pouchet pour la méthode expérimentale et ses manœuvres (manipulation des résultats, production de faux, appels à la presse). L'auteur propose sur cette base une approche « incrémentaliste » des controverses scientifiques.

### Épistémologie et sociologie des conflits

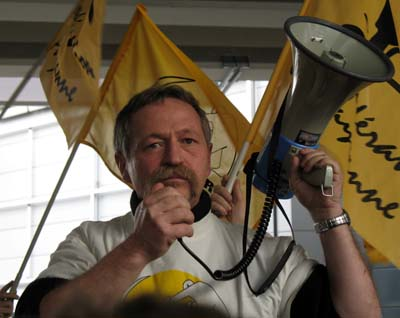
Les controverses scientifiques peuvent faire intervenir la société civile. José Bové lors d'une manifestation contre les OGM au salon international de l'Agriculture de Paris (4 mars 2006).

La théorie de l'acteur-réseau se démarque de la vision habermassienne par la reconnaissance d’une dimension conflictuelle des controverses : Callon, par exemple, ne croit pas que le développement d’une controverse peut être assimilé à un ensemble d’échanges entre des sujets raisonnables et désintéressés dont les interactions feraient émerger progressivement une objectivation parfaite d’une situation problème et déboucheraient spontanément sur la meilleure solution possible. Les travaux sur les controverses sociotechniques ont au contraire montré à quel point le déroulement des controverses repose sur des activités de sélection et d’évacuation d’acteurs et d’arguments, assorties de leurs retours plus ou moins efficaces. Il existe donc une dimension polémique reconnue. Le consensus n’existe pas toujours. Si une controverse développée ne tend pas vers le consensus, elle débouche sur un accord plus ou moins durable entre des majoritaires, accord qui n’est pas soutenu par les minoritaires mais bénéficie de leur renoncement à déstabiliser la coalition.
C’est cependant là une des raisons pour lesquelles beaucoup de critiques des démarches consultatives qui rythment le déroulement d’une controverse leur adressent le reproche de n’être que des facteurs de légitimation d’une décision déjà prise. Le modèle est donc bien obligé, à un moment donné du développement du débat, de faire retour sur la nécessité d’instaurer un espace de symétrie entre les acteurs. La théorie de l'acteur-réseau reconnaît l’approche polémique jusqu’à un point où il faut revenir à l’espace de discussion.
Patrick Schmoll critique le caractère idéaliste du modèle « symétrique » de la controverse : les protagonistes ne partent pas à armes égales et n’ont pas forcément l’intention de laisser s’exprimer d’autres opinions que la leur. Une controverse ne touche pas qu’aux seules questions qu’elle pose dans l’ordre des connaissances : elle implique des manières différentes de penser la réalité, le monde, la société, l’être humain, elle mobilise et menace des intérêts et des valeurs divergents. Les exemples récents de controverses (sur le nucléaire, sur les OGM, sur les nouvelles pandémies…) ont montré qu’elles naissent de situations combinant une incertitude des connaissances scientifiques, une mobilisation (souvent chargée affectivement) de l’opinion publique, et un antagonisme entre des acteurs politiques, religieux, économiques et sociaux, dont les discours (de soutien ou critiques) et/ou les pratiques (circuits de financement de la recherche) mettent par ailleurs en cause la neutralité des scientifiques et la prétention de la science à surplomber le débat de société. La controverse n’est donc pas qu’un processus d’élaboration du vrai, relevant de l’épistémologie, elle est aussi un processus conflictuel, qui relève non seulement de la sociologie des sciences, mais d’une sociologie des conflits.
Les « forums hybrides » se situent de ce point de vue dans la continuité du dispositif habermassien d’une production de la vérité par la discussion raisonnée. Une approche plus polémologique implique au contraire de reconnaître leur part aux calculs intéressés des acteurs, aux stratégies, aux ruses, aux évitements, aux perversions, qui conduisent notamment certains de ces acteurs à n’avoir jamais accès à l’espace de la discussion, ou à y accéder avec des mots qui ne sont pas les leurs. Les forces économiques et politiques, l’organisation de la recherche scientifique, les paradigmes dominants, conduisent à écarter de nombreuses pistes de recherche au terme de débats non symétriques, et à en ignorer un nombre incalculable d’autres, qui n’arriveront même jamais à l’étape du débat, par incapacité à seulement les penser. Il existerait donc dans la structure même du savoir une zone d’ombre, d’impureté du point de vue épistémologique, qui lui serait irréductible, liée à ce qu’une connaissance certaine est toujours le résultat d’un conflit qui n’est jamais uniquement un conflit d’idées.
Certains auteurs en sociologies de l'analyse des controverses, suggèrent que ce type de conflits se situe à l'intérieur d'un continuum, ainsi avant de pouvoir être considéré comme une controverse, le conflit passera d'un "différend entre pairs" à une controverse si un public s’approprie un rôle dans le conflit. Ainsi, la controverse se caractérise par sa réversibilité, elle doit également passer par un processus de mise en visibilité afin que la controverse surgisse dans l'espace public.

## Quelques controverses
La Recherche (magazine) a édité un livre sur quelques controverses célèbres ayant changé notre paradigme commun :
- l'héliocentrisme ;
- l'âge de la Terre ;
- le calcul différentiel ;
- la tectonique des plaques en géologie ;
- l'inoculation de la variole en médecine ;
- la génération spontanée ;
- les dangers de la radioactivité ;
- la mémoire de l'eau ;
- le réchauffement climatique ;
- la quête de conscience ;
- Homo sapiens et Néandertal ;
- l'Homme de Kennewick.